# Julius Wakachu
Julius Wakachu (ur. 1 stycznia 1948) – tanzański lekkoatleta, długodystansowiec (maratończyk).
Podczas igrzysk olimpijskich w Monachium (1972) nie ukończył biegu maratońskiego.